# Lázaro Martínez
Lázaro Martínez, född den 11 november 1962 i La Lisa, Kuba, är en kubansk friidrottare inom kortdistanslöpning.
Han tog OS-silver på 4 x 400 meter stafett vid friidrottstävlingarna 1992 i Barcelona. 